# Série de Pfund
En physique, la série de Pfund est la série de
transitions et les raies spectrales correspondantes de l'atome d'hydrogène lorsqu'un électron passe de n ≥ 6 à n = 5, où n est le nombre quantique principal de l'électron.
La série est nommée d'après le physicien américain August Herman Pfund qui l'observa pour la première fois en 1924.
Série de Pfund, dans l'infrarouge, raies mesurées et longueurs d'onde (nm) :
| n                    | 6    | 7    | 8    | 9    | 10   | {\displaystyle \infty } |
| Longueur d'onde (nm) | 7476 | 4664 | 3749 | 3304 | 3046 | 2279                    |